# Kroksjön (Undenäs socken, Västergötland, 650467-142883)
Kroksjön är en sjö i Karlsborgs kommun i Västergötland och ingår i Motala ströms huvudavrinningsområde. Sjön har en area på 0,0554 kvadratkilometer och ligger 147,6 m ö.h. Sjön avvattnas av vattendraget Djäknabäcken.

## Delavrinningsområde
Kroksjön ingår i det delavrinningsområde (650428-142789) som SMHI kallar för Mynnar i Vättern. Medelhöjden är 165 m ö.h. och ytan är 4,18 kvadratkilometer. Det finns inga delavrinningsområden uppströms utan avrinningsområdet är högsta punkten. Djäknabäcken som avvattnar avrinningsområdet har biflödesordning 2, vilket innebär att vattnet flödar genom totalt 2 vattendrag innan det når havet efter 137 kilometer. Delavrinningsområdet består mestadels av skog (89 procent). Avrinningsområdet har 2,64 kvadratkilometer vattenytor vilket ger avrinningsområdet en sjöprocent på 2,2 procent. Bebyggelsen i området täcker en yta av 1,76 kvadratkilometer eller 1 procent av avrinningsområdet.